# Pangil
Pangil est une localité de la province de Laguna, aux Philippines. En 2015, elle compte 24 274 habitants.